# Giải vô địch bóng đá nữ châu Đại Dương 1989
Giải vô địch bóng đá nữ châu Đại Dương 1989 là Giải vô địch bóng đá nữ châu Đại Dương thứ ba, diễn ra từ 26 tháng 3 tới 1 tháng 4 năm 1989.

## Vòng bảng
Các trận đấu diễn ra trong 70 phút. Hai điểm cho một trận thắng.
| Đội               | Tr | T | H | B | BT | BB | HS  | Đ |
| ----------------- | -- | - | - | - | -- | -- | --- | - |
| New Zealand       | 4  | 4 | 0 | 0 | 10 | 0  | +10 | 8 |
| Đài Bắc Trung Hoa | 4  | 3 | 0 | 1 | 14 | 3  | +11 | 6 |
| Úc                | 4  | 1 | 1 | 2 | 7  | 6  | +1  | 3 |
| Úc B              | 4  | 1 | 1 | 2 | 2  | 6  | –4  | 3 |
| Papua New Guinea  | 4  | 0 | 0 | 3 | 1  | 19 | −18 | 0 |

| New Zealand         | 2 – 0 | Úc |
| ------------------- | ----- | -- |
| Henderson 41' · Nye |       |    |

| Úc B                      | 2 – 0 | Papua New Guinea |
| ------------------------- | ----- | ---------------- |
| Iannotta 28' · Oakley 68' |       |                  |

| Đài Bắc Trung Hoa                                                     | 6 – 1 | Papua New Guinea |
| --------------------------------------------------------------------- | ----- | ---------------- |
| Tạ Tố Trinh 2', ?' · Hoàng Ngọc Quyên 8', 18', ?' · Che Hsiu-Fang 47' |       | Eka 17'          |

| Úc | 0 – 0 | Úc B |
| -- | ----- | ---- |
|    |       |      |

| New Zealand  | 1 – 0 | Đài Bắc Trung Hoa |
| ------------ | ----- | ----------------- |
| Crawford 28' |       |                   |

| Úc                                                   | 6 – 0 | Papua New Guinea |
| ---------------------------------------------------- | ----- | ---------------- |
| Riddington ?', ?', ?' · Vinson ?', ?' · Priestley ?' |       |                  |

| New Zealand                                      | 5 – 0 | Papua New Guinea |
| ------------------------------------------------ | ----- | ---------------- |
| Crawford ?', ?', ?' · Campbell ?' · Henderson ?' |       |                  |

| Úc B | 1 – 2 | Đài Bắc Trung Hoa                                              |
| ---- | ----- | -------------------------------------------------------------- |
|      |       | Hoàng Ngọc Quyên 10', 31' · Tạ Tố Trinh 63' · Chen Yueh-Mei ?' |

| Úc             | 1 – 4 | Đài Bắc Trung Hoa                                 |
| -------------- | ----- | ------------------------------------------------- |
| Reddington 59' |       | Hoàng Ngọc Quyên 42', 48', 51' · Yen Chun-Mei 69' |

| New Zealand              | 2 – 0 (s.h.p.) | Úc B |
| ------------------------ | -------------- | ---- |
| Crawford 38' · Pullin ?' |                |      |

## Chung kết
| Đài Bắc Trung Hoa    | 1 – 0 | New Zealand |
| -------------------- | ----- | ----------- |
| Hoàng Ngọc Quyên 51' |       |             |

| Vô địch Giải vô địch bóng đá nữ châu Đại Dương 1989 |
| --------------------------------------------------- |
| · Đài Bắc Trung Hoa · Lần thứ hai                   |